# Родиця (Домжале)
Родиця (словен. Rodica) — поселення в общині Домжале, Осреднєсловенський регіон, Словенія. 
Висота над рівнем моря: 305,3 м.